# Famille Griset de Forel
La famille Griset de Forel est une famille noble bourgeoise de Fribourg.

## Histoire
Plusieurs membres de la famille sont notaires, notamment Jean et Willierme au XIVe siècle.
Godefroy Griset est anobli en 1527.

## Possessions
La famille possède plusieurs seigneuries, dont Forel et Ropraz.

## Personnalités
- Charles Griset de Forel

## Armoiries
Les armes de la famille sont : de sable à un bouc saillant d'argent, membré de gueules.